# Vicente María Vera de Aragón y Enríquez
Vicente María Vera de Aragón y Enríquez   (Mèrida, 2 de juliol de 1731 - Madrid, 5 d'abril de 1813) va ser un aristòcrata i militar espanyol, comte i després duc de La Roca i marquès de Peñafuerte. Era fill del mariscal de camp Vicente Javier Félix de Vera de Aragón y Ladrón de Guevara, comte de La Roca, i de María Josefa Enríquez de Navarra y Dávalos, marquesa de Peñafuerte.

## Biografia
En 1739 ingressà com a cadet al Regiment de Dragons d'Extremadura, on el 1741 va ascendir a tinent. En 1747 es va casar amb la comtessa de Requena i en 1750 fou nomenat capità del Regiment de Milícies de Badajoz, del que en fou nomenat coronel en 1753. En 1765 va rebre el grau de coronel d'infanteria i en 1767 fou nomenat cap del Regiment Fix d'Infanteria de Badajoz. En 1773 fou ascendit a brigadier, el 1779 a mariscal de camp i el 1789 a tinent general. El rei Carles III d'Espanya li va concedir l'Orde del Toisó d'Or el 4 d'abril de 1794 i poc abans el va fer duc de la Roca i Gran d'Espanya. En 1763 fou admès com a acadèmic a la Reial Acadèmia Espanyola de la Llengua.
Entre 1791 i 1793 fou capità general suplent d'Estremadura, fins que l'11 de gener de 1793 fou nomenat capità general de València. El seu mandat va coincidir amb la Guerra Gran i va prendre la mesura polèmica d'expulsar de València als residents francesos, cosa que el va enfrontar a l'arquebisbe. El 26 de febrer de 1795 deixà el càrrec i fou nomenat membre del Consell d'Estat. De 1795 a 1798 va ser president de la Reial Acadèmia de la Història. També fou acadèmic de mèrit de la Reial Acadèmia de Belles Arts de Sant Ferran, membre de l'Acadèmia de Sant Carles de València i de l'Academia de Buenas Letras de Sevilla.
El 12 de febrer de 1802 fou nomenat majordom major i gentilhome de cambra del príncep Ferran (futur Ferran VII), i el 20 de febrer de 1808 fou ascendit a capità general dels Reials Exèrcits. Va morir a Madrid durant la guerra del Francès, en la qual no va participar per mor de la seva avançada edat.